# ويل كيث كيلوغ
ويل كيث كيلوغ (بالإنجليزية: Will Keith Kellogg)‏ هو رائد أعمال أمريكي، ولد في 7 أبريل 1860 في باتل كريك في الولايات المتحدة، وتوفي بنفس المكان في 6 أكتوبر 1951 بسبب قصور القلب.

## وصلات خارجية
- ويل كيث كيلوغ على موقع الموسوعة البريطانية (الإنجليزية)
- ويل كيث كيلوغ على موقع إن إن دي بي (الإنجليزية)
- ويل كيث كيلوغ على موقع ديسكوغز (الإنجليزية)